# 2010 en santé et médecine
| Années de la santé et de la médecine : 2007 - 2008 - 2009 - 2010 - 2011 - 2012 - 2013    |
| Décennies de la santé et de la médecine : 1980 - 1990 - 2000 - 2010 - 2020 - 2030 - 2040 |

Cet article présente les faits marquants de l'année 2010 en santé et médecine.

## Évènements
- 1er juillet : la FAO ouvre le domaine « Pesticides » de sa base de données FAOSTAT[1].
- octobre : déclaration d'éradication de la peste bovine par le FAO

## Prix
- Prix Nobel de médecine : Robert Edwards (1925-2013).
- Prix Lasker pour la recherche médicale fondamentale : Douglas Coleman et Jeffrey M. Friedman pour leurs travaux sur la leptine.
- Prix Lasker pour la recherche médicale clinique : Napoleone Ferrara pour ses travaux sur le développement d'une thérapie anti-VEGF, efficace contre la dégénérescence maculaire sénile.

## Décès
- 15 janvier : Marshall Warren Nirenberg (né en 1927), biochimiste américain, prix Nobel de médecine en 1968.
- 5 mars :  Lucien Campeau (né en 1927), cardiologue canadien.
- 22 mars : James Whyte Black (né en 1924), médecin et pharmacologue écossais, prix Nobel de médecine en 1988.
- 20 mai : Jacqueline Verdeau-Paillès (née en 1924), neuropsychiatre française.
- 6 décembre : Tawhida Ben Cheikh (née en 1909), pédiatre et gynécologue tunisienne.